# Kirgizisztán közigazgatása

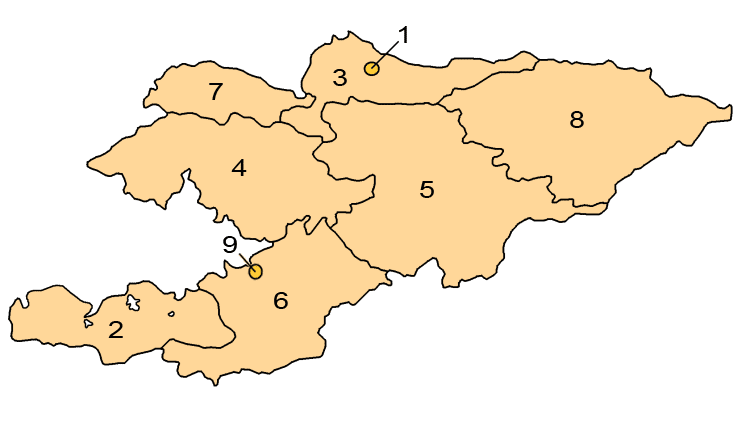
Kirgizisztán tartományai

Kirgizisztán közigazgatása három szinten szerveződik. Az állami szintű igazgatást (minisztériumok és országos hatáskörű szervek) kiegészítik a területi alapon szerveződő közigazgatási egységek. Első szinten tartományokra, második szinten pedig körzetekre bomlik az ország egész területe. A tartományok élén kormányzók állnak, míg a tartományi jogú városokat polgármesterek vezetik. Őket az ország elnöke közvetlenül jelöli ki.

## Kirgizisztán tartományai
Kirgizisztán területe hét tartományra oszlik (egyes számban: област - oblaszt, többes: областтар – oblaszttar). A főváros, Biskek, tartományi jogú város (shaar), egyben Csüj tartomány fővárosa is. Os szintén shaar státusszal rendelkezik.
A tartományok, fővárosaikkal:
1. Biskek (shaar)
2. Batken tartomány (Batken)
3. Csüj tartomány (Biskek)
4. Dzsalalabad tartomány (Dzsalalabad)
5. Narin tartomány (Narin)
6. Os tartomány (Os)
7. Talasz tartomány (Talasz)
8. Iszik-köl tartomány (Karakol)
9. Os (shaar)

## Kirgizisztán körzetei
Minden tartomány kisebb közigazgatási egységekre, körzetekre  (rajon) tagolódik, amelyek élén a kormány által kinevezett tisztségviselők állnak. A még kisebb falusi közösségek (aijl okmotusz), melyek 15-20 kisebb farmból állhatnak, saját választott polgármesterrel és önkormányzattal rendelkeznek.
Kirgizisztán körzetei tartományonként:
| Körzet              | Főváros | Száma a térképen |
| ------------------- | ------- | ---------------- |
| Batken (körzet)     | Batken  | 2                |
| Kadamdzsaj (körzet) | Pulgon  | 3                |
| Lejlek (körzet)     | Iszfana | 1                |

| Körzet                | Főváros          | Népesség (2006) | Száma a térképen |
| --------------------- | ---------------- | --------------- | ---------------- |
| Alamudun (körzet)     | Lebegyinovka     | 111,783         | 27               |
| Csüj (körzet)         | Tokmok           | 42,261          | 29               |
| Dzsaijl (körzet)      | Kara-Balta       | ?               | 24               |
| Kemin (körzet)        | Kemin            | 50,900          | 30               |
| Moszkovszkij (körzet) | Belovodszkoje    | 81,812          | 25               |
| Panfilov (körzet)     | Kajindi          | 40,451          | 23               |
| Szokuluk (körzet)     | Szokuluk         | 136,543         | 26               |
| Iszik-Ata (körzet)    | Kant (település) | 125,856         | 28               |
| Tokmok                | Tokmok           | 58,000          |                  |

| Körzet                | Főváros       |
| --------------------- | ------------- |
| Alaj (körzet)         | Gulcsa        |
| Aravan (körzet)       | Aravan        |
| Csong-Alaj (körzet)   | Daroot-Korgon |
| Kara-Kuldzsa (körzet) | Kara-Kuldzsa  |
| Kara-Szú (körzet)     | Kara-Szú      |
| Nookat (körzet)       | Eszki-Nookat  |
| Özgön (körzet)        | Özgön         |

| No. | Körzet                | Főváros      |
| --- | --------------------- | ------------ |
| 1   | Aksü (körzet)         | Kerben       |
| 2   | Ala-Buka (körzet)     | Ala-Buka     |
| 3   | Bazar-Korgon (körzet) | Bazar-Korgon |
| 4   | Nooken (körzet)       | Masszü       |
| 5   | Szuzak (körzet)       | Szuzak       |
| 6   | Toguz-Toro (körzet)   | Kazarman     |
| 7   | Toktogul (körzet)     | Toktogul     |
| 8   | Csatkal (körzet)      | Kanüs-Küja   |

| Körzet            | Főváros   |
| ----------------- | --------- |
| Ak-Talaa (körzet) | Bajetov   |
| At-Basi (körzet)  | At-Basi   |
| Dzsumgal (körzet) | Csajek    |
| Kocskor (körzet)  | Kocskorka |
| Narin (körzet)    | Narin     |

| Körzet               | Főváros          | Száma a térképen |
| -------------------- | ---------------- | ---------------- |
| Ak-Szú (körzet)      | Tyeplokljucsenka | 40               |
| Dzseti-Oguz (körzet) | Kizil-Szú        | 39               |
| Tong (körzet)        | Bokonbajevo      | 38               |
| Tyup (körzet)        | Tyup             | 37               |
| Iszik-köl (körzet)   | Csolpon-Ata      | 36               |

| Körzet              | Főváros    | Száma a térképen |
| ------------------- | ---------- | ---------------- |
| Bakaj-Ata (körzet)  | Bakaj-Ata  | 20               |
| Kara-Buura (körzet) | Kizil-Adür | 19               |
| Manasz (körzet)     | Pokrovka   | 21               |
| Talasz (körzet)     | Manasz     | 22               |

## Külső hivatkozások
- Statoids